# Caligola (film)
Caligola, successivamente redistribuito con il titolo di Io, Caligola, è un film storico pornografico del 1979 diretto da Tinto Brass, con scene di nudo e sessualità riprese da Giancarlo Lui e dall'editore di Penthouse Bob Guccione, che ne fu il produttore. Il film, basato su una sceneggiatura di Gore Vidal, venne co-finanziato dalla rivista per adulti Penthouse e prodotto da Guccione con l'italiano Franco Rossellini. Io, Caligola è famoso per essere, visti i contenuti forti, uno dei più malfamati film cult mai realizzati e rimane vietato in diversi paesi.

## Trama
(Caligola)
Gaio Giulio Cesare Augusto Germanico, meglio noto come Caligola (ossia "piccola caliga", poiché fin da piccolo portò la classica calzatura dei legionari), è il giovane erede del suo prozio, l'imperatore Tiberio. Macro, tribuno della Guardia pretoriana ed assistente personale dell'imperatore, si presenta a Caligola, informandolo che Tiberio vuole che si rechi a Capri, dove l'imperatore vive con il proprio amico e consigliere, il saggio senatore Nerva, il grassoccio parente Claudio (che pare non essere molto sveglio e sembra trarre piacere solo dal giocare con dei grossi dadi) e il nipote quindicenne Tiberio Gemello, conosciuto da tutti semplicemente come Gemello. Giunto a Capri, Caligola scopre che Tiberio è impazzito, il suo volto è deturpato dalle malattie veneree ed è paranoico: teme di essere ucciso da chiunque, perché è convinto che tutti vogliano il suo trono. L'imperatore, che nella sua reggia si diverte a nuotare insieme a fanciulli e fanciulle nudi, che lui chiama "pesciolini", ad assistere a spettacoli sessuali e che ha allestito un personale padiglione popolato da persone affette da ogni genere di deformità, tratta in maniera molto ostile Caligola, facendo torturare un soldato reo di aver bevuto prima del turno per poi ucciderlo personalmente, al solo scopo di insegnargli che è meglio essere temuto dal popolo, piuttosto che amato.
La tensione tra prozio e nipote aumenta ulteriormente, dopo che Caligola vede che l'imperatore, che non lo considera un suo parente in quanto adottato, nutre invece affetto sincero per il giovane Gemello, che considera puro. Successivamente, Tiberio tenta di avvelenare Caligola, dandogli il proprio calice, che però lui prontamente cede ad una schiava, che dopo aver bevuto muore istantaneamente. Pochi giorni dopo, il consigliere Nerva, inorridito e disgustato dal despotismo di Tiberio e dal suo stile di vita, decide di suicidarsi in una vasca, tagliandosi le vene. Tiberio giunge appena in tempo per supplicarlo di non lasciarlo, ma è troppo tardi; in seguito alla morte di Nerva, Tiberio cade in uno stato catatonico. Caligola, recatosi al suo capezzale con Macro, pensa che Tiberio sia morto, e gli sottrae l'anello imperiale; Tiberio allora si riscuote, intimando al nipote di renderglielo, ma Macro interviene, soffocando il vecchio imperatore sotto gli occhi di Gemello e Caligola.
Subito dopo il funerale di Tiberio, Caligola viene proclamato ufficialmente imperatore con il nome di Gaio Cesare, ed acclamato dalla folla, che si riferisce a lui chiamandolo Caligola e disprezza il crudele Tiberio. Al suo fianco, Caligola vuole sua sorella (e amante) Drusilla. Nel frattempo, la popolarità del tribuno Macro cresce sia tra il popolo che al Senato, al punto che Caligola, sentendosi minacciato, ordisce un complotto contro di lui: dopo aver plagiato Gemello, lo convince a testimoniare pubblicamente contro Macro; il pretoriano, effettivamente reo della morte dell'imperatore Tiberio, viene condannato a morte e decapitato pubblicamente assieme ad altri condannati, mediante una rudimentale e titanica falciatrice, mentre Caligola ed il pubblico si fanno beffe di lui dalle gradinate del teatro, tirandogli delle uova. Successivamente, Caligola sceglie come assistente personale Longino, un ex funzionario del regime precedente, e la carica vacante di tribuno ricoperta da Macro viene assunta da Cassio Cherea, un patrizio ex centurione.
Drusilla, preoccupata per la mancanza di eredi, tenta di trovare una moglie per Caligola fra le sacerdotesse di Iside, una dea egizia che lei e Caligola venerano in segreto. Caligola, introdottosi sotto spoglie femminili tra le giovani sacerdotesse, sceglie come sposa Cesonia, una cortigiana nota per la sua promiscuità sessuale. Nel frattempo, il comportamento del giovane imperatore comincia a peggiorare, divenendo simile al suo defunto prozio: prima stupra una coppia di sposi durante le loro nozze, poi comincia a portare il suo cavallo ovunque a palazzo, arrivando a nominarlo console e sacerdote, ed in seguito fa giustiziare il povero Gemello, accusandolo di cospirare contro di lui. Quando gli viene annunciato che Cesonia è incinta, Caligola viene afflitto da una strana febbre debilitante, durante la quale soffre e delira; fino a che non si ristabilisce, il potere viene amministrato da sua sorella Drusilla. Una volta ristabilitosi, Caligola assiste al parto di Cesonia, che mette al mondo una figlia, a cui viene dato il nome di Giulia Drusilla. Per festeggiare, Caligola indice una festa enorme a palazzo, in cui i soldati danzano la coreografia inventata da lui che tanto piaceva a Tiberio, mentre una moltitudine di uomini e donne dà il via ad un'orgia selvaggia, sotto gli occhi deliziati dell'imperatore. Tuttavia, la sua gioia ha breve termine: durante i festeggiamenti, Drusilla soffre d'un attacco della stessa febbre che colpì Caligola; malgrado le disperate preghiere di quest'ultimo a Iside, Drusilla muore, e Caligola, in seguito ad un collasso nervoso, ha un attacco di follia, correndo per il palazzo e oltraggiando tutte le statue di Iside.
In preda alla depressione, Caligola lascia il palazzo reale, girando per le strade di Roma travestito da plebeo; quando assiste a uno spettacolo teatrale che prende in giro la sua relazione incestuosa con sua sorella, va su tutte le furie, tanto da essere arrestato. Dopo un breve soggiorno in prigione, Caligola viene trovato dal suo aiutante e scarcerato. Successivamente, in preda ad un delirio di onnipotenza, si dichiara un dio, e decide di pianificare l'imminente distruzione della classe senatoriale, umiliando pubblicamente i senatori, confiscando le loro proprietà e costringendo le loro mogli a lavorare come prostitute nel palazzo. La vecchia religione viene eliminata e l'esercito viene costretto a raccogliere papiri sulla costa gallica settentrionale per presentarli come prova che Caligola ha conquistato la Gran Bretagna. Ormai stufi delle sue manie, Longino e Cherea complottano contro di lui, con la complicità del Senato, che ormai odia a morte l'imperatore.
Il giorno seguente, dopo aver recitato in uno spettacolo egiziano nel suo teatro, Caligola, sua moglie e sua figlia cadono vittime di una congiura: Cherea trafigge mortalmente Caligola e Cesonia, per poi decapitare la loro guardia del corpo, Gigante; uno schiavo, al suo ordine, uccide la loro figlia. Una volta uccisi, i loro cadaveri vengono gettati sulle scale, ed il tremante Claudio, che ha assistito inerme e ha tentato invano di nascondersi, viene afferrato dagli assassini e proclamato nuovo imperatore: essendo un inetto e un codardo, sarà facile per i suoi spietati aiutanti governare al suo posto rimanendo nell'ombra.

## Produzione
Il film trae origine da una sceneggiatura che lo scrittore Gore Vidal scrisse per una miniserie televisiva incentrata sulla vita dell'imperatore romano Caligola, per la cui regìa era previsto il coinvolgimento di Roberto Rossellini, e che alla fine non si concretizzò. Franco Rossellini, nipote di Roberto, interessatosi al progetto in tempi successivi, riavvicinò lo scrittore affinché rimettesse mano al copione per ricavarne un film storico da girare possibilmente a basso costo. Alla ricerca di fondi, Vidal riuscì a coinvolgere nella produzione l'editore di Penthouse Bob Guccione, il quale accettò di finanziare il film a condizione che questo venisse realizzato con un piglio narrativo decisamente improntato all'erotismo, in maniera tale da fungere pure da materiale promozionale per la sua rivista.
Per la realizzazione dei set e dei costumi venne ingaggiato Danilo Donati, scenografo di fiducia di Federico Fellini, così come vennero scritturati attori talentuosi e parecchio celebri, quali Malcolm McDowell, Maria Schneider (poi sostituita da Teresa Ann Savoy per divergenze creative con la produzione), Helen Mirren, Peter O'Toole e Sir John Gielgud. Per la scelta del regista, invece, i produttori caldeggiarono a lungo i nomi di John Huston e Lina Wertmüller, che però rifiutarono entrambi. Rimasto piacevolmente impressionato dal controverso Salon Kitty di Tinto Brass, Guccione decise di rivolgersi al regista veneziano, che accettò. La produzione di Caligola si stabilì negli studi della Dear di Roma, gli stessi del kolossal Cleopatra. Le riprese cominciarono nel settembre 1976.
La lavorazione del film si rivelò subito travagliata. Secondo quanto dichiarato da Guccione in un'intervista su Penthouse nel 1980, vi furono dei forti e frequenti contrasti tra Vidal e Brass che infine culminarono, dopo che lo scrittore ebbe rilasciato al Times delle dichiarazioni poco lusinghiere sullo stato dei lavori, con la cacciata dal set del primo da parte del secondo. Brass, dal canto suo, ritenne il lavoro svolto da Vidal sulla sceneggiatura parecchio insoddisfacente, tanto da arrivare a dire: «Sembra il lavoro di un arteriosclerotico. Vidal l'ha riscritta cinque volte, ma resta comunque assurda.»; fin dall'inizio delle riprese, infatti, molteplici furono gli interventi del regista sul copione, il quale - servendosi talvolta della collaborazione dello stesso protagonista McDowell - arrivò tra l'altro ad improvvisare sul momento intere sequenze da girare (come la prima scena del film con Caligola e Drusilla, ambientata tra i boschi).
Sorsero poi delle frizioni anche con la protagonista Maria Schneider, che col regista ebbe infatti dei pesanti contrasti sulle scene di nudo e di sesso del suo personaggio previste dal copione, tanto da abbandonare il set nel bel mezzo d'una ripresa. Proprio a causa di tali difficoltà, la produzione scelse di riassegnarne il ruolo a Teresa Ann Savoy, la quale aveva già lavorato con Brass in Salon Kitty. 
Neppure con lo scenografo Donati si evitarono gli intoppi, dapprima a causa di problematiche sorte con gli elaborati dei suoi bozzetti originali (che uscirono, infatti, come dei costumi di stampo teatrale e ben poco realistici) e poi per l'insoddisfazione del regista per i set completati.
Al contempo, la produzione subiva degli ulteriori rallentamenti per le divergenze, spesso molto polemiche, tra Brass e Guccione sulla connotazione erotica da imprimere alla pellicola, datosi che l'editore italoamericano insisteva per un erotismo molto spinto, al limite della pornografia. Vidal intanto, preoccupandosi di salvaguardarsi da ciò che ormai riteneva sarebbe stato un cocente fiasco, prese pubblicamente le distanze dal film.
Quando poi il film entrò finalmente in fase di post produzione, Guccione ne assunse il controllo assoluto; non essendo infatti rimasto per nulla contento del materiale finora girato, licenziò Brass e, affiancato dall'amico Giancarlo Lui, operò un montaggio della pellicola molto differente da quello di Brass, eliminando parecchie scene per sostituirle con diverse altre di natura pornografica girate appositamente, il tutto nella vana speranza di assicurarsi un successo di cassetta. Il film che ne venne fuori risulta dunque ben lontano dall'idea originale di Brass e, per certi versi, molto più vicina a quella che era stata l'ottica di Vidal nella stesura del copione.
In seguito, sia Brass sia Vidal intentarono ognuno per conto proprio delle cause contro il film e Guccione, ritardando così ancor di più l'uscita del film nelle sale. Vidal, al quale in origine era stato accordato un compenso di 200 000 dollari per la sua sceneggiatura, disse che avrebbe rinunciato al 10% dei profitti del film se in cambio il suo nome fosse stato rimosso dai titoli (il titolo originale doveva infatti essere Gore Vidal's Caligula). Nel 1981, Anneka Di Lorenzo, l'attrice che aveva interpretato il ruolo di Messalina, denunciò Guccione per molestie sessuali. Dopo una lunga controversia giudiziaria, la causa si concluse nel 1990, quando un tribunale dello stato di New York condannò Guccione all'esborso di un risarcimento danni pari a 60 000 dollari, più 4 milioni di dollari per le spese processuali.
Il 19 luglio 1979, dopo ben tre anni dall'inizio della produzione, il film ottenne il nulla osta col divieto ai minori di 18 anni. Ebbe un'anteprima assoluta al "Cinema Nuovo" di Meldola (in provincia di Forlì) il 14 agosto e venne infine distribuito in sei sale di Roma e una di Alessandria il 10 novembre, ma sei giorni dopo veniva già sequestrato dall'autorità giudiziaria per oscenità.

## Riprese
Le riprese ebbero inizio a Roma nel settembre 1976. Malcolm McDowell si trovò abbastanza bene con Tinto Brass, mentre invece a Peter O'Toole il regista non piacque fin da subito. John Gielgud e Helen Mirren tennero un atteggiamento indifferente nei confronti di Brass, preferendo concentrarsi sulle proprie performance. O'Toole aveva smesso di bere prima dell'inizio delle riprese, ma Guccione lo descrisse "sempre strafatto di qualcosa" e disse che l'attore non fu sempre sobrio durante la lavorazione del film.
Durante la produzione, una sera McDowell portò alcuni membri della troupe fuori a cena in un ristorante costoso per festeggiare la vittoria della nazionale di calcio inglese in una partita contro l'Italia. Tuttavia lasciò il conto da pagare al coreografo, adducendo come scusa il fatto che aveva dimenticato di portarsi dietro abbastanza soldi. Alla fine delle riprese, McDowell fece dono alla sua sarta di un ciondolo con inciso il nome di lei, ma sbagliò a far scrivere il nome, e la donna glielo restituì. Allora McDowell le offrì un anello di scena, ma fu rifiutato anch'esso in quanto oggetto di proprietà della produzione.
Brass e Guccione entrarono in disaccordo circa le scene di sesso nel film; Guccione preferiva scene di sesso non simulato di carattere pornografico che Brass si rifiutò di girare.

## Versioni
Esistono varie versioni del film:
| Versione                                 | Durata                                               | Note |
| ---------------------------------------- | ---------------------------------------------------- | --- |
| Versione integrale                       | 156 minuti (versione NTSC) 150 minuti (versione PAL) | Versione disponibile negli Stati Uniti e nell'Europa continentale. Questa versione contiene scene di sesso simulato e non-simulato e scene di estrema violenza. |
| Versione cinematografica del Regno Unito | 149 minuti                                           | Oltre a rimuovere circa 11 minuti di riprese esplicite, i censori sostituirono alcune scene. Queste scene alternative sono state inserite con noncuranza, causando errori di continuità evidenti. Nel luglio 2009 questa versione del film è stata sostituita da quella integrale. |
| Versione censurata                       | 105 minuti                                           | Versione uscita nel 1981 autorizzata da Guccione. In questa versione l'hardcore e le scene violente sono state tagliate o sostituite da altre scene. |
| Versione censurata                       | 102 minuti                                           | Uscita nel 1999 in DVD è basata sulla versione censurata del 1981. |
| Versione di Film4                        | 143 minuti                                           | Versione creata nel 1999 dal canale Film4. Versione dove le scene sessualmente esplicite sono state rimosse. |
| Versione integrale italiana              | 150 minuti                                           | Versione italiana dell'edizione integrale statunitense. Nel 2014 è uscita in DVD, in lingua originale con sottotitoli in italiano, essendo il doppiaggio integrale d'epoca, andato perduto.                                                                                        |
| Io, Caligola                             | 133 minuti                                           | Versione realizzata nel 1984 da Franco Rossellini. Questa nuova edizione del film contiene materiale non presente in tutte le altre versioni del film. Uscì in VHS nel 1986, e questa è l'unica edizione con doppiaggio italiano reperibile in home video.                         |
| Caligola: The ultimate cut               | 173 minuti                                           | Versione realizzata nel 2023 da Thomas Negovan. Nuova edizione del film realizzata selezionando parte delle 96 ore di materiale originale girato da Tinto Brass. Presentato nel maggio 2023 nella sezione Cannes Classics della 76ª edizione del Festival di Cannes.               |

## Accoglienza
Caligola suscitò scandalo fin dall'anteprima di prova, avvenuta presso il "Cinema Nuovo" di Meldola (Forlì), il 14 agosto 1979. Un cittadino sporse denuncia, ma il Giudice istruttore del Tribunale di Forlì decise di non procedere. Nel mese di novembre il film entrò nei normali circuiti di programmazione con grande successo, tuttavia, a seguito di numerose denunce venne sequestrato su tutto il territorio nazionale e i realizzatori del film (Brass compreso) vennero chiamati a processo. Il produttore Rossellini fu condannato in primo grado a quattro mesi di reclusione e al pagamento di 400.000 lire di multa. Brass venne assolto perché escluso dalla delicata fase del montaggio. La sentenza del 21 novembre 1980 annullò il giudizio di primo grado, ma il film venne comunque confiscato e le 12 copie positive di Caligola distrutte per ordine del giudice.

## Io, Caligola
Quando nel 1981 un'amnistia estinse il reato di oscenità, Franco Rossellini poté di nuovo accedere al negativo del film rimasto in giacenza presso il laboratorio Technicolor.
Poiché sulle copie positive permaneva la confisca disposta dai giudici di Bologna e il processo era ancora in pieno svolgimento, il produttore, nella speranza di potersi rifare dei danni economici causati dal sequestro del film, siglò un accordo tra la Felix Cinematografica e la francese Gaumont per ridistribuire il film con un nuovo montaggio, una nuova durata di 133 minuti e il nuovo titolo Io, Caligola.
Rossellini riuscì a convincere i giudici di Bologna che la nuova edizione era notevolmente diversa dalla precedente. Il film, ridotto dai censori italiani alla durata di soli 86 minuti, ottenne il visto censura (ancora vietato ai minori di 18 anni) il 29 marzo 1984 e due giorni dopo uscì nelle sale.
Il 3 aprile 1984 il Procuratore Capo di Forlì, Mario Angeletti, ordinò il sequestro del film su tutto il territorio nazionale per «la palese oscenità nel suo complesso con reiterazioni di immagini di rapporti sessuali anche innaturali, e scene raccapriccianti e di carattere violento».

## Opere derivate

### Trailer for a Remake of Gore Vidal's Caligula
Nel 2005 l'artista Francesco Vezzoli presentò alla 51ª Mostra internazionale d'arte cinematografica di Venezia (nell'ambito della mostra L'esperienza dell'arte) un filmato di 5 minuti dal titolo Trailer for a Remake of Gore Vidal's Caligula, pensato per un ipotetico remake del film del 1979 Caligola. In questa specie di corto-amatoriale, ambientato in una villa ultra-chic di Hollywood, vi partecipano gli attori: Milla Jovovich (Drusilla), Benicio del Toro (Macro), Courtney Love (Caligola), Barbara Bouchet (Cesonia), Adriana Asti (Ennia), Helen Mirren (Tiberia), Karen Black (Agrippina), Glenn Shadix (Claudio), Michelle Phillips (Messalina), Gerard Butler (Cassio Cherea), Justine Bateman (Attia, cortigiana imperiale), Gore Vidal (se stesso), Mia Moretti (sacerdotessa di Iside), Michael Okarma (schiavo greco), Louis-Marie De Castelbajac (Marco Aurelio), Kallean De Castelbajac (soldato di Drusilla), Danny Pardo (Cliatus), Darren Dupree Washington (servitore). I costumi del filmato erano stati ideati dalla stilista Donatella Versace.

## Nella cultura di massa
- Joe D'Amato si rifarà proprio al film di Brass e Guccione per la realizzazione del suo Caligola - La storia mai raccontata, film pornografico diretto nel 1982.
- La scena del pene mozzato e dato in pasto ai cani verrà replicata da Eli Roth nel suo Hostel: Part II (2007).